# Brovary
Brovary (en ukrainien : Бровари) est une ville de l'oblast de Kiev, en Ukraine, et le centre administratif du raïon de Brovary. Sa population s'élevait à 109 806 habitants en 2022.

## Géographie

### Situation
Brovary est située à 21 km au nord-est de Kiev sur la route M-01 et fait partie de sa banlieue.

### Transports
La ville est traversée par la Route européenne 101. Un ancien aéroport, une gare ferroviaire.

## Histoire

### Origine
Brovary est mentionnée pour la première fois en 1630. Son nom signifie « brasseurs ».

### XXIesiècle
Brovary est aujourd'hui le principal centre de fabrication de chaussures d'Ukraine.
C'est également un important centre sportif, où plusieurs champions du monde ou champions olympiques sont nés ou ont commencé leur carrière.
En 2000, un immeuble de la ville a été atteint par un missile sol-sol lancé d'un terrain de tir de l'armée à Hontcharivs'ke, faisant trois victimes.
À Brovary se trouve un centre de diffusion à ondes longues et à ondes courtes. L'émetteur ondes longues, qui fonctionne sur 207 kHz, utilise comme antenne deux mâts de 150 mètres.

#### Invasion russe de l'Ukraine en 2022
Du 9 mars au 1er avril 2022, la ville est le siège de la « bataille dite de Brovary » au cours de l'invasion russe de l'Ukraine. Le 18 janvier 2023, un hélicoptère s'écrase sur une école, causant la mort d'au moins quinze personnes dont le ministre de l'Intérieur Denys Monastyrsky.

## Population
Recensements (*) ou estimations de la population :
| 1923* | 1926* | 1939* | 1959*  |
| ----- | ----- | ----- | ------ |
| 4 856 | 5 258 | 8 889 | 17 824 |

| 1970*  | 1979*  | 1989*  | 2001*  |
| ------ | ------ | ------ | ------ |
| 39 104 | 58 554 | 82 042 | 86 839 |

| 2010   | 2011   | 2012   | 2013   |
| ------ | ------ | ------ | ------ |
| 94 968 | 95 979 | 97 146 | 98 250 |

| 2014   | 2015   | 2016    | 2017    |
| ------ | ------ | ------- | ------- |
| 98 874 | 99 623 | 100 702 | 100 866 |

| 2018    | 2019    | 2020    | 2021    |
| ------- | ------- | ------- | ------- |
| 103 787 | 106 346 | 108 349 | 109 473 |

## Économie
Brovary est un centre économique important de la région de Kiev. L'industrie chimique, l'ingénierie, la construction d'immeubles et le travail du bois ont fait l'objet de développements importants. L'industrie alimentaire fournit des besoins alimentaires urbains. Dans le district de Brovarsky, il existe une grande usine de production de boissons gazeuses et non alcoolisées de la société Coca-Cola.
Principales entreprises de Brovary :
- "Usine de construction de Brovary" ;
- SE ZPM (Entreprise d'État "Usine de métallurgie des poudres") ;
- Usine d'aluminium LLC Brovarskoy (groupe de sociétés Alumet) ;
- Centre de transmission radio Brovarsky (actuellement abandonné et démantelé) ;
- OJSC "Brovarsky Plastics Plant" ;
- Usine de réparation de pneus OJSC Brovarsky ;
- ALC "Matériel utilitaire de l'usine Brovarsky" ;
- Usine de tricot Brovary OJSC "Sofia" ;
- Usine JV Brovarsky de génie mécanique ;
- CJSC Brovarsky Woodworking Plant ;
- Usine de construction de maisons Brovary Mercury LLC ;
- OJSC "Kranostroitelnaya entreprise" Strela " ;
- Fabrique de meubles "Paspolini" ;
- JSC "Imprimerie Brovary" ;
- Himlaborreaktiv LLC est le plus grand fournisseur d'équipement de laboratoire et de recherche en Ukraine.
- JSC "BROTEP-EKO" - Installation de production de tours de refroidissement par ventilateur.
- Fabrication de linge de lit et d'articles ménagers

## Culture et monuments

Entrée de l'ancien aéroport.
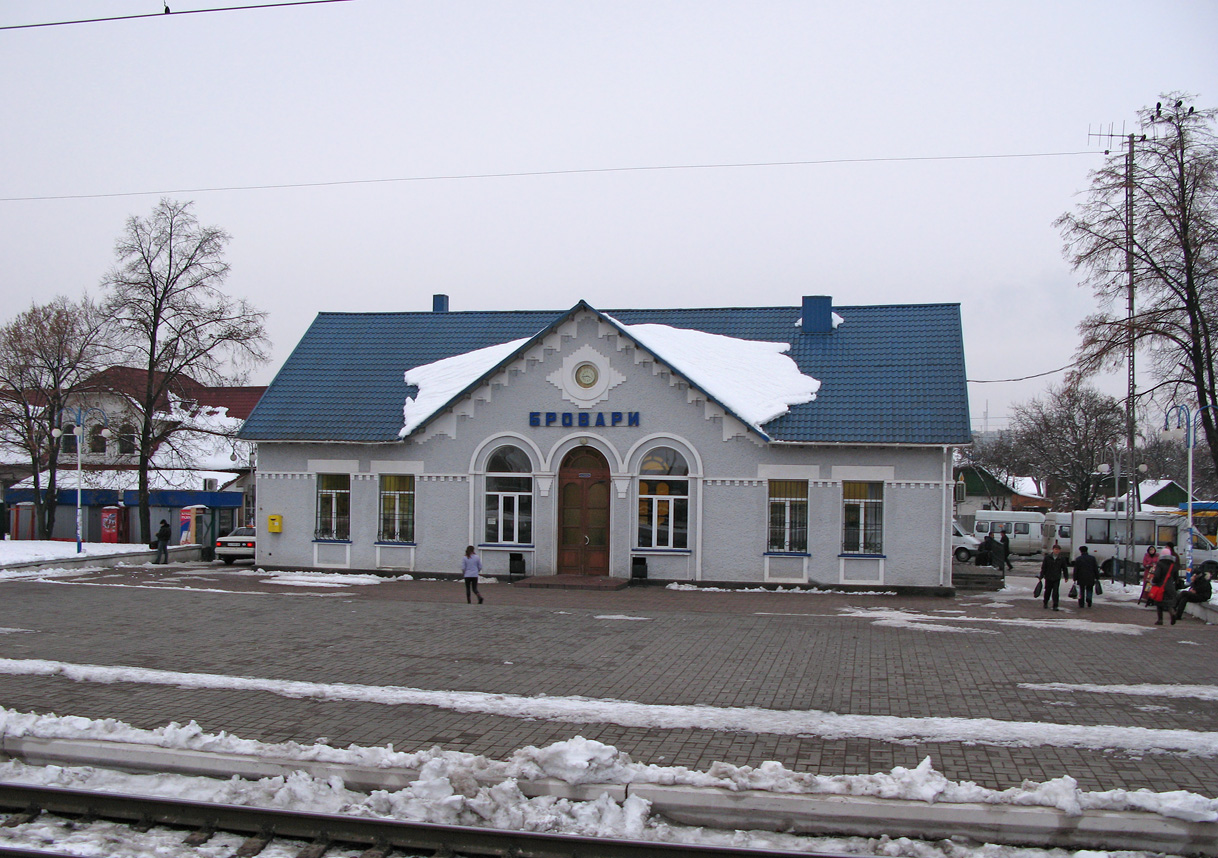
La gare.
Parc de Brovary classé[4],
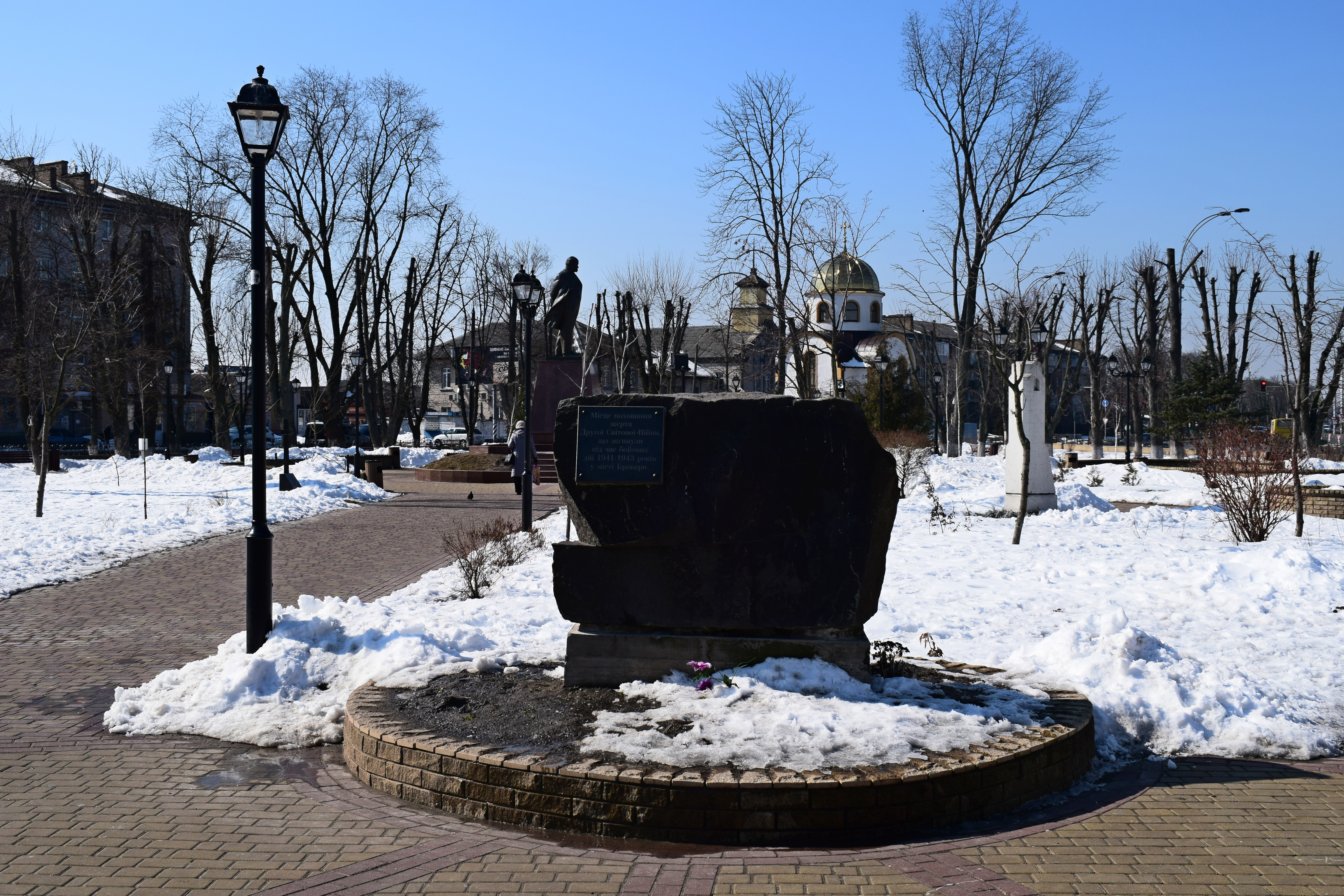
et son monument aux morts classé[5],
et son monument Taras Chevtchenko classé[6],
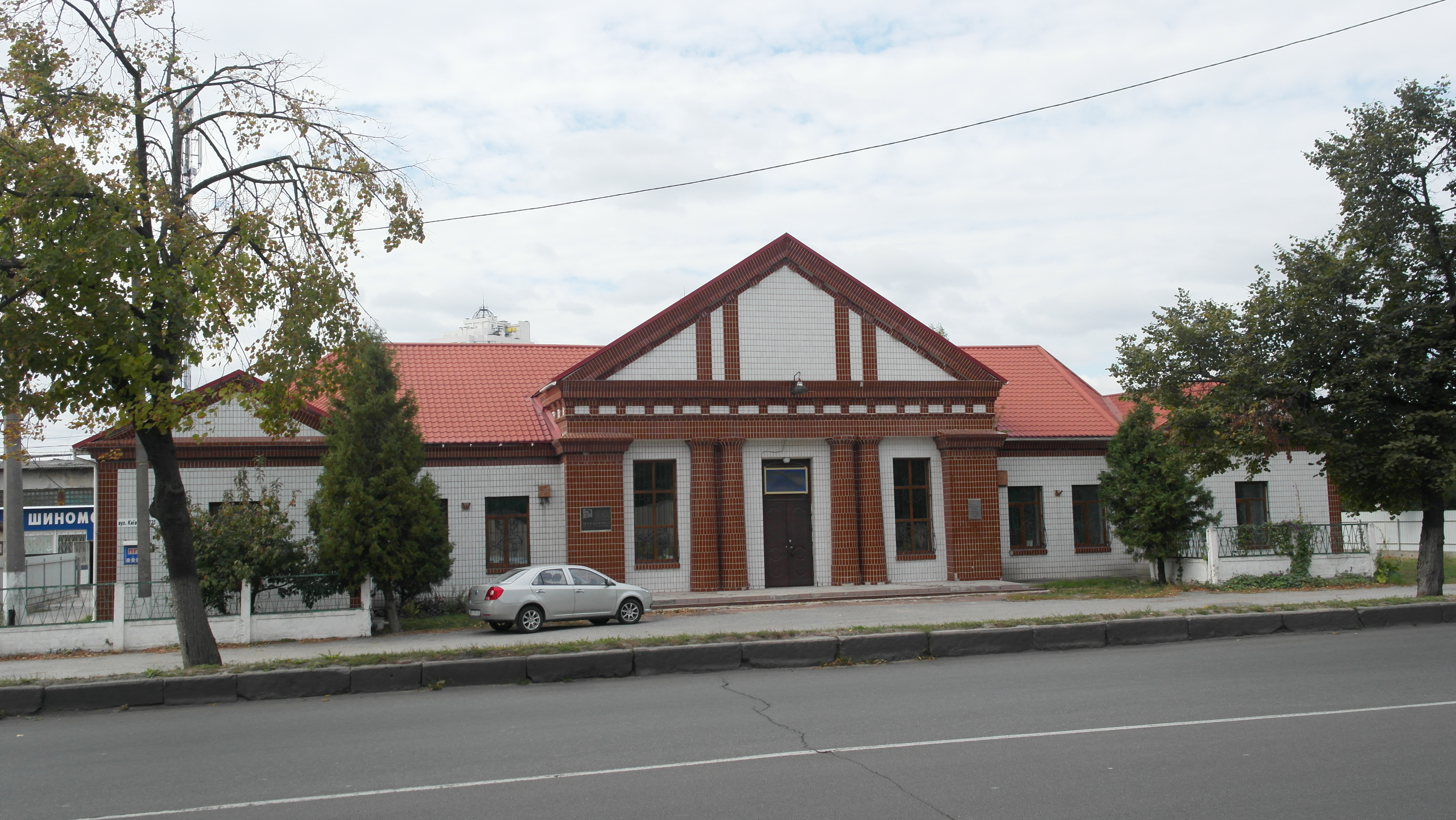
maison du 235 rue de Kiev classée[7].

## Personnalités notables
- Nikolay Tolmachev, aquarelliste ukrainien, y est né en 1993.

## Villes jumelles
- Fontenay-sous-Bois (France) depuis 1986
- Chtchiolkovo (Russie) depuis 1992
- Sloutsk (Biélorussie) depuis 1992
- Rockford (États-Unis) depuis 1995